# メイショウミモザ
メイショウミモザ（欧字名:Meisho Mimosa、2017年4月24日 - ）は、日本の競走馬、繁殖牝馬。主な勝ち鞍に2022年の阪神牝馬ステークス。
馬名の意味は、冠名＋「アカシア」。

## 戦績
2019年8月10日、札幌競馬場第5Rの2歳新馬戦で池添謙一騎乗でデビュー。しかし3着に敗れ、翌2020年の6月27日の未勝利戦で勝利するまで8戦を要した。
次いで1勝クラスの下北半島特別、2勝クラスの手稲山特別と連勝するも、3勝クラスに駒を進めると9月5日の日高ステークスの1番人気を裏切る5着から11連敗を喫した。複勝圏内には2度入ったが、ブービーやシンガリ負けもあり、最後の勝利から1年半以上が経過した2022年1月30日の巌流島ステークスでは11番人気という厳しい評価での参戦となった。しかし、丹内祐次とのタッグでこのレースに挑むと2着に3馬身差をつける圧勝。念願のオープン入りを果たした。
その後、オープン入り後初戦となる北九州短距離ステークスでは3番人気を裏切る13着と大敗する。この結果を受け、重賞初挑戦となる4月9日の阪神牝馬ステークスでは12頭立て10番人気という低評価での参戦となった。そして発走直前、圧倒的1番人気であったアカイトリノムスメが跛行のため競走除外となり、繰り上がって9番人気でこのレースに出走すると、最後の直線で抜け出しアンドヴァラナウトらを交わして1着となり、混戦が予想されたこのレースを見事制した。この勝利によって自身の重賞初制覇とともに、メイショウベルーガ産駒としてメイショウテンゲンの弥生賞に次ぐ重賞2勝目を挙げたこととなった。そして、GI初挑戦となった5月15日のヴィクトリアマイルでは18着と殿負けに終わる。その後も二桁着順が続き、5歳シーズンを終えた。
6歳となり、引退レースとなった2月18日の京都牝馬ステークスでは好位のインを追走するも、直線で伸びあぐねて5着に敗れた。レース後の2月21日に池添調教師が繁殖入りすることを明らかにし、「（自身が管理して重賞2勝の）メイショウベルーガの子で、重賞を勝ってくれた。（三嶋牧場は）ベルーガの里だし、ベルーガは2年前に亡くなったので、その血が残るのはよかったと思います」と感謝を口にした。そして、2月24日をもって正式に競走馬登録を抹消した。引退後は生まれ故郷である北海道浦河町の三嶋牧場で繁殖牝馬となる。

## 競走成績
以下の内容はnetkeiba.comの情報に基づく。
| 競走日     | 競馬場 | 競走名          | 格   | 距離（馬場）  | 頭 数 | 枠 番 | 馬 番 | オッズ （人気） | 着順 | タイム （上り3F） | 着差 | 騎手      | 斤量 [kg] | 1着馬（2着馬）         | 馬体重 [kg] |
| ---------- | ------ | --------------- | ---- | ------------- | ----- | ----- | ----- | --------------- | ---- | ----------------- | ---- | --------- | --------- | ---------------------- | ----------- |
| 2019.08.10 | 札幌   | 2歳新馬         |      | 芝1500m（稍） | 14    | 7     | 12    | 003.90（2人）   | 03着 | 01:31.3（35.8）   | -0.5 | 0池添謙一 | 54        | ショウリュウハル       | 430         |
| 0000.09.21 | 阪神   | 2歳未勝利       |      | 芝1600m（良） | 14    | 6     | 10    | 007.60（3人）   | 06着 | 01:35.0（35.0）   | -0.7 | 0池添謙一 | 54        | シャドウブロッサム     | 436         |
| 0000.10.12 | 京都   | 2歳未勝利       |      | 芝1600m（不） | 11    | 2     | 2     | 006.30（3人）   | 06着 | 01:40.1（38.7）   | -0.9 | 0池添謙一 | 54        | スマートリアン         | 438         |
| 0000.11.23 | 京都   | 2歳未勝利       |      | 芝1400m（良） | 18    | 7     | 14    | 013.20（7人）   | 05着 | 01:23.6（35.3）   | -0.4 | 0池添謙一 | 54        | グリンデルヴァルト     | 438         |
| 0000.12.08 | 阪神   | 2歳未勝利       |      | 芝1400m（良） | 15    | 4     | 7     | 008.90（4人）   | 04着 | 01:22.0（35.3）   | -0.7 | 0池添謙一 | 54        | ナイントゥファイブ     | 434         |
| 2020.01.13 | 京都   | 3歳未勝利       |      | 芝1800m（良） | 16    | 5     | 10    | 034.60（7人）   | 06着 | 01:51.2（36.9）   | -0.8 | 0藤岡佑介 | 54        | ファルコニア           | 434         |
| 0000.05.02 | 京都   | 3歳未勝利       |      | 芝1400m（良） | 18    | 4     | 7     | 006.40（4人）   | 05着 | 01:22.6（35.2）   | -0.7 | 0池添謙一 | 54        | クレデンザ             | 448         |
| 0000.05.17 | 京都   | 3歳未勝利       |      | 芝1200m（重） | 16    | 1     | 1     | 007.20（4人）   | 02着 | 01:09.6（34.3）   | -0.2 | 0藤岡佑介 | 54        | エレヴァート           | 446         |
| 0000.06.13 | 函館   | 3歳未勝利       |      | 芝1200m（良） | 16    | 7     | 13    | 002.60（1人）   | 02着 | 01:09.1（34.8）   | -0.2 | 0池添謙一 | 54        | メサテソーロ           | 438         |
| 0000.06.27 | 函館   | 3歳未勝利       |      | 芝1200m（稍） | 16    | 8     | 16    | 001.60（1人）   | 01着 | 01:09.0（34.9）   | -0.6 | 0池添謙一 | 54        | （オークレイコート）   | 440         |
| 0000.07.19 | 函館   | 下北半島特別    | 1勝  | 芝1200m（良） | 10    | 6     | 6     | 001.50（1人）   | 01着 | 01:09.8（36.0）   | -0.3 | 0池添謙一 | 52        | （グランチェイサー）   | 452         |
| 0000.08.23 | 札幌   | 手稲山特別      | 2勝  | 芝1200m（良） | 15    | 1     | 1     | 003.80（2人）   | 01着 | 01:08.8（34.9）   | -0.2 | 0池添謙一 | 52        | （コスモアンジュ）     | 452         |
| 0000.09.05 | 札幌   | 日高S           | 3勝  | 芝1500m（良） | 14    | 5     | 7     | 002.70（1人）   | 05着 | 01:29.3（35.0）   | -0.9 | 0池添謙一 | 53        | クラヴィスオレア       | 452         |
| 0000.09.26 | 中京   | 長篠S           | 3勝  | 芝1200m（良） | 18    | 4     | 8     | 009.10（3人）   | 02着 | 01:08.3（34.0）   | -0.2 | 0池添謙一 | 53        | カレンモエ             | 440         |
| 0000.11.14 | 福島   | みちのくS       | 3勝  | 芝1200m（良） | 16    | 7     | 14    | 002.40（1人）   | 16着 | 01:11.4（37.1）   | -2.2 | 0松岡正海 | 54        | キルロード             | 440         |
| 0000.12.05 | 中京   | 浜松S           | 3勝  | 芝1200m（良） | 18    | 7     | 15    | 005.70（2人）   | 05着 | 01:08.1（34.5）   | -0.4 | 0藤岡康太 | 53        | ケイアイサクソニー     | 446         |
| 2021.01.31 | 小倉   | 巌流島S         | 3勝  | 芝1200m（良） | 17    | 8     | 17    | 014.50（4人）   | 09着 | 01:09.0（36.4）   | -0.7 | 0横山和生 | 54        | メイショウカリン       | 444         |
| 0000.02.28 | 小倉   | 下関S           | 3勝  | 芝1200m（稍） | 18    | 6     | 11    | 017.30（8人）   | 05着 | 01:08.8（35.0）   | -0.1 | 0鮫島克駿 | 53        | ウォーターエデン       | 448         |
| 0000.04.04 | 阪神   | 淀屋橋S         | 3勝  | 芝1200m（稍） | 16    | 1     | 1     | 005.60（2人）   | 15着 | 01:11.5（37.6）   | -1.4 | 0松山弘平 | 53        | ビオグラフィー         | 442         |
| 0000.07.03 | 函館   | 函館日刊スポ杯  | 3勝  | 芝1200m（良） | 14    | 6     | 9     | 004.80（3人）   | 03着 | 01:08.6（34.7）   | -0.1 | 0池添謙一 | 55        | メリーメーキング       | 460         |
| 0000.07.24 | 函館   | TVh杯           | 3勝  | 芝1200m（良） | 12    | 5     | 5     | 005.00（2人）   | 07着 | 01:08.9（34.7）   | -0.4 | 0池添謙一 | 55        | ヴェントヴォーチェ     | 460         |
| 0000.11.07 | 阪神   | 道頓堀S         | 3勝  | 芝1200m（良） | 14    | 2     | 2     | 018.10（8人）   | 05着 | 01:09.0（34.0）   | -0.4 | 0池添謙一 | 55        | スマートクラージュ     | 456         |
| 0000.12.12 | 中京   | 知立S           | 3勝  | 芝1200m（良） | 18    | 7     | 15    | 017.80（7人）   | 17着 | 01:09.8（35.0）   | -1.1 | 0古川吉洋 | 55        | スティクス             | 456         |
| 2022.01.30 | 小倉   | 巌流島S         | 3勝  | 芝1200m（良） | 18    | 5     | 9     | 020.9（11人）   | 01着 | 01:07.3（33.9）   | -0.5 | 0丹内祐次 | 53        | （アーズローヴァー）   | 456         |
| 0000.02.13 | 小倉   | 北九州短距離S   | OP   | 芝1200m（稍） | 18    | 6     | 12    | 007.50（3人）   | 13着 | 01:09.3（35.1）   | -0.6 | 0田中健   | 54        | ビオグラフィー         | 456         |
| 0000.04.09 | 阪神   | 阪神牝馬S       | GII  | 芝1600m（良） | 12    | 4     | 4     | 068.70（9人）   | 01着 | 01:32.8（33.7）   | -0.1 | 0鮫島克駿 | 54        | （アンドヴァラナウト） | 456         |
| 0000.05.15 | 東京   | ヴィクトリアM   | GI   | 芝1600m（良） | 18    | 2     | 3     | 034.5（10人）   | 18着 | R1:33.7（33.9）   | -1.5 | 0鮫島克駿 | 55        | ソダシ                 | 458         |
| 0000.07.31 | 札幌   | クイーンS       | GIII | 芝1800m（良） | 14    | 4     | 6     | 015.10（5人）   | 12着 | R1:48.6（35.7）   | -0.8 | 0鮫島克駿 | 56        | テルツェット           | 452         |
| 0000.08.28 | 札幌   | キーンランドC   | GIII | 芝1200m（良） | 15    | 7     | 13    | 013.60（7人）   | 12着 | R1:10.2（35.1）   | -1.1 | 0丹内祐次 | 55        | ヴェントヴォーチェ     | 454         |
| 0000.10.02 | 中山   | スプリンターズS | GI   | 芝1200m（良） | 16    | 2     | 3     | 106.7（13人）   | 12着 | R1:08.5（35.1）   | -0.7 | 0丹内祐次 | 55        | ジャンダルム           | 448         |
| 0000.10.29 | 阪神   | スワンS         | GII  | 芝1400m（良） | 18    | 7     | 14    | 083.6（13人）   | 16着 | R1:21.5（35.7）   | -1.7 | 0池添謙一 | 54        | ダイアトニック         | 460         |
| 0000.12.04 | 阪神   | ギャラクシーS   | OP   | ダ1400m（稍） | 14    | 8     | 13    | 033.60（7人）   | 14着 | R1:25.7（38.0）   | -1.9 | 0小沢大仁 | 55        | デンコウリジエール     | 462         |
| 2023.02.18 | 阪神   | 京都牝馬S       | GIII | 芝1400m（良） | 18    | 2     | 4     | 093.4（15人）   | 05着 | R1:20.7（34.0）   | -0.3 | 0池添謙一 | 57        | ララクリスティーヌ     | 470         |

## 繁殖成績
|      | 馬名                   | 生年   | 性 | 毛色 | 父         | 馬主 | 厩舎 | 戦績 |
| ---- | ---------------------- | ------ | -- | ---- | ---------- | ---- | ---- | ---- |
| 初仔 | メイショウミモザの2024 | 2024年 | 牝 | 芦毛 | レイデオロ |      |      |      |

- 2024年9月26日現在

## 血統表
| メイショウミモザの血統                       | メイショウミモザの血統                          | メイショウミモザの血統          | （血統表の出典）                | （血統表の出典） |
| 父系                                         | サンデーサイレンス系/ヘイロー系                 | サンデーサイレンス系/ヘイロー系 | サンデーサイレンス系/ヘイロー系 | [ § 2 ]          |
| 父 ハーツクライ 北海道千歳市 鹿毛 2001       | 父の父*サンデーサイレンス アメリカ 青鹿毛 1986  | Halo                            | Hail to Reason                  | Hail to Reason   |
| 父 ハーツクライ 北海道千歳市 鹿毛 2001       | 父の父*サンデーサイレンス アメリカ 青鹿毛 1986  | Halo                            | Cosmah                          |                  |
| 父 ハーツクライ 北海道千歳市 鹿毛 2001       | 父の父*サンデーサイレンス アメリカ 青鹿毛 1986  | Wishing Well                    | Understanding                   | Understanding    |
| 父 ハーツクライ 北海道千歳市 鹿毛 2001       | 父の父*サンデーサイレンス アメリカ 青鹿毛 1986  | Wishing Well                    | Mountain Flower                 |                  |
| 父 ハーツクライ 北海道千歳市 鹿毛 2001       | 父の母アイリッシュダンス 北海道千歳市 鹿毛 1990 | *トニービン                     | *カンパラ                       | *カンパラ        |
| 父 ハーツクライ 北海道千歳市 鹿毛 2001       | 父の母アイリッシュダンス 北海道千歳市 鹿毛 1990 | *トニービン                     | Severn Bridge                   |                  |
| 父 ハーツクライ 北海道千歳市 鹿毛 2001       | 父の母アイリッシュダンス 北海道千歳市 鹿毛 1990 | *ビューパーダンス               | Lyphard                         | Lyphard          |
| 父 ハーツクライ 北海道千歳市 鹿毛 2001       | 父の母アイリッシュダンス 北海道千歳市 鹿毛 1990 | *ビューパーダンス               | My Bupers                       |                  |
| 母 メイショウベルーガ 北海道浦河町 芦毛 2005 | 母の父*フレンチデピュティ アメリカ 栗毛 1992    | Deputy Minister                 | Vice Regent                     | Vice Regent      |
| 母 メイショウベルーガ 北海道浦河町 芦毛 2005 | 母の父*フレンチデピュティ アメリカ 栗毛 1992    | Deputy Minister                 | Mint Copy                       |                  |
| 母 メイショウベルーガ 北海道浦河町 芦毛 2005 | 母の父*フレンチデピュティ アメリカ 栗毛 1992    | Mitterand                       | Hold Your Peace                 | Hold Your Peace  |
| 母 メイショウベルーガ 北海道浦河町 芦毛 2005 | 母の父*フレンチデピュティ アメリカ 栗毛 1992    | Mitterand                       | Laredo Lass                     |                  |
| 母 メイショウベルーガ 北海道浦河町 芦毛 2005 | 母の母*パパゴ アイルランド 芦毛 1991            | Sadler's Wells                  | Northern Dancer                 | Northern Dancer  |
| 母 メイショウベルーガ 北海道浦河町 芦毛 2005 | 母の母*パパゴ アイルランド 芦毛 1991            | Sadler's Wells                  | Fairy Bridge                    |                  |
| 母 メイショウベルーガ 北海道浦河町 芦毛 2005 | 母の母*パパゴ アイルランド 芦毛 1991            | Passamaquoddy                   | Drone                           | Drone            |
| 母 メイショウベルーガ 北海道浦河町 芦毛 2005 | 母の母*パパゴ アイルランド 芦毛 1991            | Passamaquoddy                   | Olmec                           |                  |
| 母系(F-No.)                                  | (FN:3-d)                                        | (FN:3-d)                        | (FN:3-d)                        | [ § 3 ]          |
| 5代内の近親交配                              | Northern Dancer 4x5x5                           | Northern Dancer 4x5x5           | Northern Dancer 4x5x5           | [ § 4 ]          |
| 出典                                         | 1. 2. 3. 4.                                     | 1. 2. 3. 4.                     | 1. 2. 3. 4.                     | 1. 2. 3. 4.      |

- 母メイショウベルーガは2010年の日経新春杯、京都大賞典勝ち馬。
- 半兄メイショウテンゲン（父ディープインパクト）は2019年の弥生賞勝ち馬。
- 3代母Passamaquoddyの全姉Navajo Princessの産駒に凱旋門賞、2000ギニーステークスなど重賞6勝のダンシングブレーヴがいる。